# Armstrong's Wife
Pour plus de détails, voir Fiche technique et Distribution.
Armstrong's Wife est un film américain sorti en 1915, réalisé par George Melford et écrit par Margaret Turnbull. Le film met en vedette Edna Goodrich, Thomas Meighan, James Cruze, Hal Clements, Ernest Joy et Raymond Hatton,. Il sort en salle le 18 novembre 1915, distribué par Paramount Pictures.
Ce film est aujourd'hui perdu.

## Synopsis
Le film traite d'une jeune femme aimée par deux hommes. Elle passe quelques mois à aimer l'un d'eux, avant de découvrir que celui-ci est déjà marié. Déçue, elle accepte de partir avec l'autre homme dans la campagne canadienne. Tous les trois finissent finalement par se rencontrer.

## Fiche technique
- Titre : Armstrong's Wife
- Réalisation : George Melford
- Scénario : Margaret Turnbull
- Pays de production :  États-Unis
- Durée : 50 minutes
- Date de sortie : 1915

## Distribution
- Edna Goodrich : May Fielding
- Thomas Meighan : David Armstrong
- James Cruze : Harvey Arnold
- Hal Clements : Jack Estabrook
- Ernest Joy : le détective
- Raymond Hatton : le runner
- Horace B. Carpenter : l'inspecteur de police
- Mme Lewis McCord : la propriétaire